# Canal Flats
Canal Flats ist ein Dorf mit 668 Einwohnern im Süden der kanadischen Provinz British Columbia. Die Gemeinde gehört zum Regional District of East Kootenay und liegt zwischen den Siedlungen Skookumchuck und Fairmont Hot Springs bzw. etwa 85 km nördlich der Gemeinde Cranbrook und 165 km südlich von Golden.
Die Siedlung liegt im Rocky Mountain Trench, zwischen dem Columbia Lake, der Quelle des Columbia River, im Norden und dem Kootenay River im Süden sowie den Purcell Mountains im Westen und der Front Range der kanadischen Rocky Mountains im Osten.

## Geschichte
Das Gebiet, in dem das Dorf liegt, ist traditionelles Siedlungs- und Jagdgebiet der First Nations, hier hauptsächlich der Ktunaxa und der Secwepemc. Im Jahr 1807 zog David Thompson von der North West Company durch dieses Gebiet und erwähnte hier einen Ort mit dem Namen „McGillivray’s Portage“, nach dem kanadischen Entdecker Duncan McGillivray.
In den frühen 1880er Jahren reiste ein englischer Großwildjäger William Adolphe Baillie-Grohman durch diese Region. Als er feststellte, dass der Columbia River mit dem Columbia Lake und der Kootenay River bei Canal Flats nur etwas mehr als etwa ein Kilometer voneinander entfernt waren, entwickelte der den Plan die beiden Wassersysteme zu verbinden. Damit sollte zum einen das Hochwasser vom Kootenay River in den Columbia River umgeleitet werden, wodurch große Flächen am Kootenay River in der Region Creston in nutzbares Ackerland umgewandelt würden und zum anderen würde ein Schiffsverkehr zwischen dem Kootenay River-System und dem Columbia River-System ermöglicht. Als Gegenleistung für den Bau des Kanals, dem Baillie-Grohman Canal, überließ die Provinz Baillie-Grohman große Flächen am Kootenay Lake und bei Creston. Zwischen 1887 und 1889 wurde der Kanal unter Zuhilfenahme zahlloser chinesischer Arbeitsimmigranten erbaut. Insgesamt passierten den Kanal jedoch nur zwei größere Schiffe.
Das im Jahr 1888 hier eröffnete Postamt erhielt den Namen „Canal Flat“ (noch ohne das ‚s‘ am Ende), unter diesem Namen wurde dann auch der Haltepunkt der Eisenbahn geführt. In späteren Karten und Veröffentlichungen wurde daraus „Canal Flats“. Die Zuerkennung der kommunalen Selbstverwaltung für die Gemeinde erfolgte am 25. März 2004 (incorporated als Village Municipality).

## Demographie
Der Zensus im Jahr 2016 ergab für die Gemeinde eine Bevölkerungszahl von 668 Einwohnern, nachdem der Zensus im Jahr 2011 für die Gemeinde noch eine Bevölkerungszahl von 715 Einwohnern ergab. Die Bevölkerung hat dabei im Vergleich zum letzten Zensus im Jahr 2011 um 6,6 % abgenommen und sich damit entgegen dem Provinzdurchschnitt mit einer Bevölkerungszunahme in British Columbia um 5,6 % entwickelt. Im Zensuszeitraum 2006 bis 2011 hatte die Einwohnerzahl in der Gemeinde noch schwächer als die Entwicklung in der Provinz um 2,1 % zugenommen, während sie im Provinzdurchschnitt um 7,0 % zunahm.
Für den Zensus 2016 wurde für die Gemeinde ein Medianalter von 46,7 Jahren ermittelt. Das Medianalter der Provinz lag 2016 bei nur 43,0 Jahren. Das Durchschnittsalter lag bei 42,8 Jahren, bzw. bei 42,3 Jahren in der Provinz. Zum Zensus 2011 wurde für die Gemeinde noch ein Medianalter von 41,5 Jahren ermittelt. Das Medianalter der Provinz lag 2011 bei nur 41,9 Jahren.

## Verkehr
Die Gemeinde liegt am Highway 93 und Highway 95, welche hier auf einer gemeinsamen Strecke geführt werden. Die Gemeinde liegt weiterhin an einer Eisenbahnstrecke der Canadian Pacific Railway. Der nächstgelegene Flugplatz ist der von Fairmont Hot Springs.
Der öffentliche Personennahverkehr wird regional durch das Columbia Valley Transit System angeboten, welches von BC Transit betrieben wird. Das Columbia Valley Transit System bietet zwei Verbindungen an:
- North Connector (Edgewater–Radium Hot Springs–Invermere) und
- South Connector (Invermere–Windermere–Fairmont Hot Springs–Canal Flats)

## Tourismus
Die Gemeinde ist Ausgangspunkt für den Zugang zu verschiedenen Provincial Parks in British Columbia. In der Gemeinde selber liegt der Thunder Hill Provincial Park und nördlich am See Columbia Lake Provincial Park. Zu den weiteren Parks in der Gegend gehören der östlich liegende Top of the World Provincial Park und westlich liegende Purcell Wilderness Conservancy Provincial Park and Protected Area.